# Revista Ficción
Ficción es el nombre de una revista literaria argentina dirigida inicialmente por Juan Goyanarte, publicada en Buenos Aires entre los años 1956 y 1973.

## Historia
La revista fue fundada por el escritor Juan Goyenerte, quien sería su primer director entre 1956 y 1963, cuando se retiró del trabajo editorial y se dedicó a su campo que tenía cerca del pueblo de Goyena, en el sur de la provincia de Buenos Aires. 
El primer número apareció en mayo-junio de 1956, con el subtítulo "Libro-revista bimestral". Juan Goyanarte había colaborado con Victoria Ocampo en la revista y editorial Sur, pero debido a diferencias con ella, es que decidió fundar su propia revista junto con la editorial Juan Goyanarte, en la cual publicaría hasta 120 libros en los siguientes años. La revista tuvo una tirada de entre 3.000 y 5.000 ejemplares, lo que es un número importante considerando que se trataba de una revista cultural.
La revista se especializó principalmente en la publicación de textos narrativos y de crítica literaria, sin contar con poesías, dado que su director consideraba que ya había suficientes revistas con este género. También publicó algunos números monográficos, como aquellos dedicados a la literatura uruguaya o brasileña, los 150 años de la Revolución de Mayo. La revista también contaba con secciones fijas dedicadas al teatro, las artes plásticas, la música, el ballet, las crónicas, las novedades editoriales, y el panoramas literario de otros países de Latinoamérica y el mundo. La revista contaba con tres apartados que le daban estructura: la primera correspondía a la publicidad de distintas editoriales y publicaciones; la segunda es donde se publicaban artículos, ensayos, narraciones y comentarios; mientras que la tercera es donde los lectores podían leer informaciones y comentarios de libros de reciente aparición.
Con el retiro de Juan Goyanarte en 1963, asumen la dirección de la revista Víctor Sáiz y Rodolfo Seijas durante varios números, para luego asumir como directores Víctor Sáiz, Alfredo Essayag y Mario Oks. Junto con estos cambios se intentó realizar una modernización de la revista. Se reemplazó el subtítulo por "Revista de las Letras y de las Artes". Junto con este cambio se incorporaron nuevas secciones y se sumaron fotografías, ilustraciones, poesías y antologías temáticas. A partir de esta fecha, la publicación se volvió discontinua hasta que entre 1972 y 1973, se publicaron los últimos cuatro números con el título Ficción y Realidad.
A lo largo de los más de 10 años que duró la revista, escribieron en ella destacados intelectuales argentinos, latinoamericanos y de otras partes del globo. Entre éstos, se puede mencionar a Rodolfo Wilcock, Juan Carlos Onetti, Griselda Gambaro, Jorge Luis Borges, Beatriz Guido, Mirta Arlt, Noé Jitrik, David Viñas, María Luisa Bastos, Ezequiel Martínez Estrada, María Angélica Bosco, Miguel Briante, Carmen Gándara, Gregorio Weinberg, Adela Grandona, Estela Canto, Tulio Carella, Abelardo Castillo, Susana Thénon, Enriqueta Muñiz, Héctor Tizón, Bernardo Verbitsky, Córdova Iturburu,  Adolfo de Obieta, Guillermo de Torre, Antonio Di Benedetto, Mario Benedetti, Adelaida Gigli, Ernesto Sabato, Joaquin Giannuzzi, Alicia Jurado, Bernardo Kordon, Marta Lynch, Clarice Lispector, Daniel Moyano, Manuel Mujica Lainez, Manuel Peyrou, Augusto Roa Bastos, Luisa Sofovich, Francisco Urondo, Luisa Valenzuela, Oscar Hermes Villordo, entre otros muchos.